# Lekkoatletyka na Letnich Igrzyskach Olimpijskich 1980 – pchnięcie kulą mężczyzn
Pchnięcie kulą mężczyzn – jedna z konkurencji lekkoatletycznych rozgrywanych podczas igrzysk olimpijskich w Moskwie. 
Obrońcą tytułu mistrzowskiego z 1976 roku był Niemiec Udo Beyer. Zwyciężył reprezentant Związku Radzieckiego Wołodymyr Kyselow, który w finale ustanowił rekord olimpijski rezultatem 21,35 m.
W zawodach wzięło udział 16 zawodników.

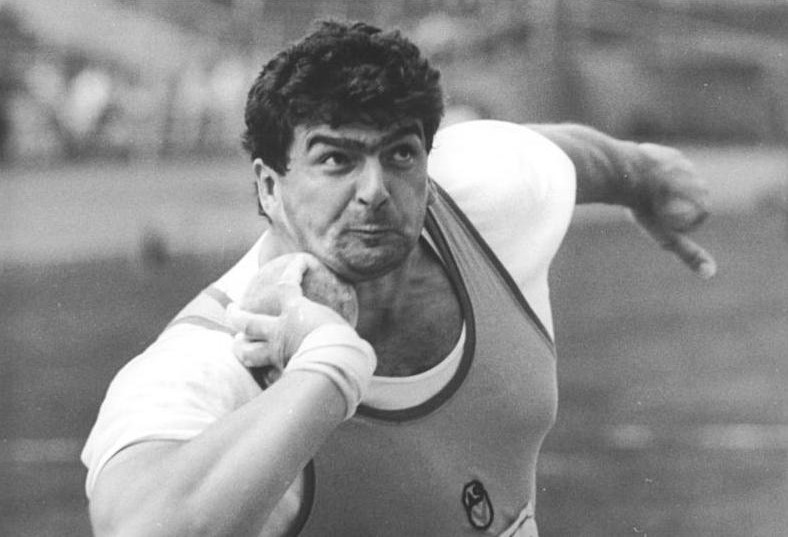
Udo Beyer

## Terminarz
Wszystkie godziny podane są w czasie (UTC+03:00).
| Etap         | Data          | Godzina rozpoczęcia |
| ------------ | ------------- | ------------------- |
| Kwalifikacje | 28 lipca 1980 | 10:30               |
| Finał        | 30 lipca 1980 | 18:35               |

## Rekordy
| Rekord świata     | Udo Beyer             | 22,15 | Göteborg | 6 lipca 1978  |
| Rekord olimpijski | Aleksandr Barysznikow | 21,32 | Montreal | 23 lipca 1976 |

### Kwalifikacje
Minimum kwalifikacyjne wynosiło 19,60 m.
| Poz. | Zawodnik              | Reprezentacja   | Próby | Próby | Próby | Wynik | Uwagi |
| Poz. | Zawodnik              | Reprezentacja   | 1     | 2     | 3     | Wynik | Uwagi |
| ---- | --------------------- | --------------- | ----- | ----- | ----- | ----- | ----- |
| 1.   | Wołodymyr Kyselow     | ZSRR            | 20,72 | –     | –     | 20,72 | Q     |
| 2.   | Aleksandr Barysznikow | ZSRR            | 20,58 | –     | –     | 20,58 | Q     |
| 3.   | Vladimir Milić        | Jugosławia      | 20,56 | –     | –     | 20,56 | Q     |
| 4.   | Reijo Ståhlberg       | Finlandia       | 20,53 | –     | –     | 20,53 | Q     |
| 5.   | Anatolij Jarosz       | ZSRR            | 20,19 | –     | –     | 20,19 | Q     |
| 6.   | Udo Beyer             | NRD             | 19,94 | –     | –     | 19,94 | Q     |
| 7.   | Hans-Jürgen Jacobi    | NRD             | 19,15 | 19,57 | 19,92 | 19,92 | Q     |
| 8.   | Geoff Capes           | Wielka Brytania | 19,75 | –     | –     | 19,75 | Q     |
| 9.   | Hreinn Halldórsson    | Islandia        | 19,29 | 19,74 | –     | 19,74 | Q     |
| 10.  | Jaromír Vlk           | Czechosłowacja  | 19,58 | 19,69 | x     | 19,69 | Q     |
| 11.  | Óskar Jakobsson       | Islandia        | 19,30 | x     | 19,66 | 19,66 | Q     |
| 12.  | Jean-Pierre Egger     | Szwajcaria      | 19,61 | –     | –     | 19,61 | Q     |
| 13.  | Nikoła Christow       | Bułgaria        | 17,82 | 18,94 | 19,01 | 19,01 |       |
| 14.  | Mohammad Al-Zinkawi   | Kuwejt          | 17,15 | x     | 17,03 | 17,15 |       |
| 15.  | Bahadur Singh Chauhan | Indie           | 17,05 | 16,91 | 16,72 | 17,05 |       |
| –    | Wyłczo Stoew          | Bułgaria        | x     | x     | x     | NM    |       |

### Finał
| Poz. | Zawodnik              | Reprezentacja   | 1     | 2     | 3     | 4     | 5     | 6     | Rezultat | Uwagi |
| ---- | --------------------- | --------------- | ----- | ----- | ----- | ----- | ----- | ----- | -------- | ----- |
| 01 ! | Wołodymyr Kyselow     | ZSRR            | 21,10 | 20,86 | 21,35 | 21,03 | 21,00 | x     | 21,35    | [ 1 ] |
| 02 ! | Aleksandr Barysznikow | ZSRR            | 20,20 | 21,08 | 20,66 | 20,39 | x     | x     | 21,08    |       |
| 03 ! | Udo Beyer             | NRD             | x     | 20,70 | 21,06 | 20,98 | x     | x     | 21,06    |       |
| 4.   | Reijo Ståhlberg       | Finlandia       | 19,83 | x     | 20,20 | 19,63 | 20,82 | 20,58 | 20,82    |       |
| 5.   | Geoff Capes           | Wielka Brytania | 20,50 | x     | 19,47 | x     | 19,69 | 19,23 | 20,50    |       |
| 6.   | Hans-Jürgen Jacobi    | NRD             | 20,32 | x     | 19,80 | 19,50 | x     | 20,00 | 20,32    |       |
| 7.   | Jaromír Vlk           | Czechosłowacja  | 20,24 | x     | 19,77 | 19,62 | 19,84 | 20,01 | 20,24    |       |
| 8.   | Vladimir Milić        | Jugosławia      | 20,07 | x     | 19,69 | x     | 20,06 | x     | 20,07    |       |
| 9.   | Anatolij Jarosz       | ZSRR            | 19,63 | 19,93 | x     | NQ    | NQ    | NQ    | 19,93    |       |
| 10.  | Hreinn Halldórsson    | Islandia        | 19,55 | 18,99 | 19,16 | NQ    | NQ    | NQ    | 19,55    |       |
| 11.  | Óskar Jakobsson       | Islandia        | 19,07 | x     | x     | NQ    | NQ    | NQ    | 19,07    |       |
| 12.  | Jean-Pierre Egger     | Szwajcaria      | 18,25 | 18,26 | 18,90 | NQ    | NQ    | NQ    | 18,90    |       |